# Мігел Азеведу Кардозу
Мігел Кардозу (порт. Miguel Cardoso, нар. 28 травня 1972, Трофа, Португалія) — португальський футбольний тренер. З 2017 року очолює тренерський штаб команди «Ріу-Аве».

## Кар'єра тренера
Розпочав тренерську кар'єру 2004 року, увійшовши до тренерського штабу клубу «Белененсеш», де пропрацював з 2004 по 2006 рік.
Протягом 2006—2013 років входив до тренерських штабів клубів «Брага», «Академіка», «Спортінг» та «Депортіво».
2013 року став головним тренером молодіжної команди «Шахтаря» (Донецьк), тренував дублерів донецького клубу три роки. Протягом сезону 2016—2017 входив до тренерського штабу основного складу команди на чолі з Паулу Фонсекою.
З 2017 по 2018 рік очолював тренерський штаб команди «Ріу-Аве»., після чого знову працював за кордоном, тренуючи французький «Нант», іспанську «Сельту» та грецький АЕК, але ніде надовго не затримався.